# Carol Voges
Carel Willem (Carol) Voges (Amsterdam, 19 juni 1925 - Laren, 9 januari 2001) was een Nederlands illustrator, striptekenaar en schrijver.

## Loopbaan
Carol Voges begon zijn striploopbaan in de Tweede Wereldoorlog bij de animatiestudio van Joop Geesink en later bij de Toonder-Geesink studio. Kort na de oorlog illustreerde Voges Pa Pinkelman en tante Pollewop, een strip die werd geschreven door Godfried Bomans en van 1945 tot 1952 verscheen in de Volkskrant. Bij de Toonder Studio's tekende Voges onder andere mee aan de Tom Poes-strips. Vanaf de jaren vijftig illustreerde hij een aantal series van kinderboeken, geschreven door Henri Arnoldus, waaronder de Pietje Puk-serie en Oki en Doki. Verder tekende hij diverse stripverhalen voor stripbladen en andere tijdschriften, waaronder Sjors, Donald Duck, Sesamstraat, Bobo, Okki en Taptoe.
Voges maakte ook omslagen voor bladmuziek.

## Publicaties

### Uitgeverij De Eekhoorn
Bij Uitgeverij de Eekhoorn werd hij de "huis-illustrator" en illustreerde hij talloze boeken en hun omslagen.
- De Pietje Puk-serie, geschreven door Henri Arnoldus.
- De Tup en Joep-serie, geschreven door Henri Arnoldus.
- De Klik en Klak-series, geschreven door Henri Arnoldus.
- De Pim en Pidoe-serie, geschreven door Henri Arnoldus.
- De Jokko-serie, geschreven door Henri Arnoldus.
- De Edda en Wimmie-serie, geschreven door Bouke Jagt
- De Oki en Doki-serie, geschreven door Henri Arnoldus.
- De Tillie en Tiffie-serie, geschreven door Ans Arnoldus
- De Petra en Peet-serie, geschreven door Trix Bakker
- Voor de Bob Evers-serie van Willy van der Heide tekende hij voor de herdrukken verschillende boekomslagen (nrs. 1, 2, 3, 13, 15, 18, 20, 21, 23, 24, 25, 26, 27, 29, 30 en 31).
- Het geheim van de gouden eekhoorn (1982), geschreven en getekend door Carol Voges.

### Overzicht van andere publicaties
- 1945 - Pa Pinkelman, een stripverhaal met tekst van Godfried Bomans. Er verschenen vier verhalen in afleveringen in de Volkskrant van 11 november 1945 tot 1952. De eerste zes afleveringen van het eerste verhaal waren getiteld De Avonturen van Pa Knetterteen. Vanaf 1946 verschenen de verhalen in boekvorm.
- 1946 - Het vreselijke avontuur van professor Bubbel door C.H. Geudekker.
- 1946 - Jimmy Brown, sportheld no. 1, stripverhaal met tekst van H.J. Looman.
- 1947-1949 - Professor Créghel (in het Rotterdams Kwartet), stripverhaal met tekst van A. Goosen.
- 1948 -1949 - Hertog Lieverlui dan Moe (in De Tijd).
- 1956-1957 - De Bewoners van Laag-Wapperen (in Kris Kras), stripverhaal met tekst van Han G. Hoekstra.
- 1957-1962 - Opa (1957-1962) (in Olidin).
- 1960-1981 - Leks en Reks, twee serie boekjes met tekst van Henri Arnoldus.
- 1962-1963 - Mex (in Olidin).
- midden jaren 60 - voor Libelle maakte hij de illustraties bij het verhaal Mario en de Toverpluisbloem van Lea Smulders.
- Voor Sjors tekende hij tussen 1963 en 1967 Dinkie, Bertram (1968-1969) en Sjors van de Rebellenclub.
- 1977 - decors voor een televisiebewerking van Pa Pinkelman en Tante Pollewop.
- Tom en Tanja, het spook van Koblenz - geschreven door François.